# 페페 더 프로그

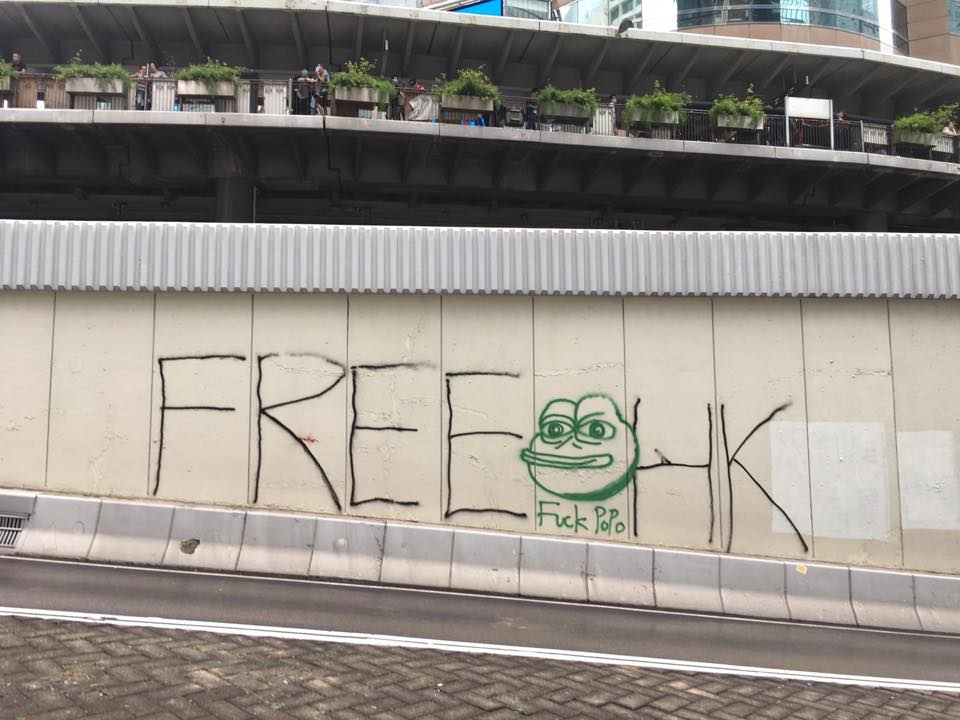

페페 더 프로그(영어: Pepe the Frog)는 맷 퓨리(Matt Furie)의 만화 시리즈 《보이스 클럽》(Boy's Club)의 개구리 캐릭터이다. 2008년부터 가이아 온라인, 4chan, 마이스페이스 등의 소셜 네트워크 서비스를 통해 인기를 끌게 되었다. 2015년, 텀블러에서 가장 많이 쓰이는 인터넷 유행 중 하나가 되었다. 2016년부터는 논란이 많은 대안 우파 운동의 캐릭터로도 사용된 적이 있었으나 2020년 후로는 정치적 성향 없이 밈으로 사용되는 경우가 많다.

## 같이 보기
- 대안 우파
- 도널드 트럼프
- NPC (밈)